# 달안동
달안동(達安洞)은 경기도 안양시 동안구의 행정동이다.

## 개요
달안동은 전용면적 85km2 이하의 소형공동 주택단지이다. 공원, 관공서, 학교, 대형쇼핑센터가 인접하지만, 년간 56%의 전출입이 이루어지는 곳이다.
- 1992년 5월 7일 비산2동을 비산2동, 부흥동으로 분동[1]
- 1993년 5월 20일 부흥동을 부흥동, 달안동으로 분동[2]
- 1993년 6월 21일 달안동주민센터 개청

## 법정동
- 비산동

## 교육
- 경기글로벌통상고등학교
- 달안초등학교
- 희성초등학교